# Cydia montana
Cydia montana là một loài bướm đêm thuộc họ Tortricidae. Nó là loài đặc hữu của Hawaii.
Ấu trùng ăn Acacia koa.